# The Marvelous Mrs. Maisel
The Marvelous Mrs. Maisel és una sèrie de televisió estatunidenca creada per Amy Sherman-Palladino, protagonitzada per Rachel Brosnahan i distribuïda per Amazon. L'episodi pilot es va estrenar el 17 de març de 2017 i els set episodis restants de la primera temporada el 29 de novembre de 2017. La sèrie finalitza amb la seva cinquena temporada, estrenada l'abril de 2023.
La producció ha obtingut dos Globus d'Or, els corresponents a millor sèrie de televisió musical o comèdia i a la millor actriu de sèrie musical o comèdia per Rachel Brosnahan. En els Premis Emmy va rebre catorze nominacions i en va guanyar vuit, incloent-hi el de Millor Sèrie comèdia, millor actriu principal de sèrie comèdia per Rachel Brosnahan, millor actriu de repartiment per Alex Borstein així com el premi a la Direcció i Guió per Amy Sherman-Palladino.

## Sinopsi
Ambientada a Nova York a finals de la dècada del 1950
Miriam "Midge" Maisel (Rachel Brosnahan) és una mestressa de casa jueva que viu amb el seu marit, Joel (Michael Zegen) i els seus dos fills a l'Upper West Side. La Midge acompanya en Joel les nits que actua com a comediant en un cafè. La seva vida prendrà un altre rumb quan una nit en Joel li confessa que ha estat tenint una aventura i la deixa. De forma imprevisible la Midge descobrirà les seves pròpies habilitats còmiques a l'escenari.

## Repartiment

### Personatges principals
- Rachel Brosnahan: Miriam "Midge" Maisel
- Michael Zegen: Joel Maisel
- Alex Borstein: Susie Myerson
- Tony Shalhoub: Abe Weissman, el pare de Midge
- Marin Hinkle: Rose Weissman, la mare de Midge

### Personatges Secundaris
- Kevin Pollak: Moishe Maisel, pare d'en Joel
- Caroline Aaron: Shirley Maisel, mare d'en Joel
- Luke Kirby: Lenny Bruce, comediant novaiorquès
- Bailey De Young: Imogene Cleary
- Joel Johnstone : Archie Cleary
- Brian Tarantina : Jackie
- Holly Curran : Penny Pann

## Capítols
| Episodi | Títol                                          | Director              | Guionista             | Data estrena           |
| 1       | "Pilot"                                        | Amy Sherman-Palladino | Amy Sherman-Palladino | 17 de març de 2017     |
| 2       | "Ya Shivu v Bolshom Dome Na Kholme"            | Amy Sherman-Palladino | Amy Sherman-Palladino | 29 de novembre de 2017 |
| 3       | "Because You Left"                             | Daniel Palladino      | Daniel Palladino      | 29 de novembre de 2017 |
| 4       | "The Disappointment of the Dionne Quintuplets" | Amy Sherman-Palladino | Amy Sherman-Palladino | 29 de novembre de 2017 |
| 5       | "Doink"                                        | Amy Sherman-Palladino | Daniel Palladino      | 29 de novembre de 2017 |
| 6       | "Mrs. X at the Gaslight"                       | Scott Ellis           | Sheila R. Lawrence    | 29 de novembre de 2017 |
| 7       | "Put That On Your Plate!"                      | Daniel Palladino      | Daniel Palladino      | 29 de novembre de 2017 |
| 8       | "Thank You and Good Night"                     | Amy Sherman-Palladino | Amy Sherman-Palladino | 29 de novembre de 2017 |

## Premis i nominacions
| Any  | Premi                             | Categoria                                            | Destinatari                                           | Resultat                     |
| 2018 | Globus D'Or                       | Millor sèrie de televisió musical o comèdia          | The Marvelous Mrs. Maisel                             | Guanyadora                   |
| 2018 | Globus D'Or                       | Millor actriu – Sèrie de televisió musical o comèdia | Rachel Brosnahan                                      | Guanyadora                   |
| 2018 | Critics' Choice Television Awards | Millor sèrie comèdia                                 | The Marvelous Mrs. Maisel                             | Guanyadora                   |
| 2018 | Critics' Choice Television Awards | Millor actriu en sèrie comèdia                       | Rachel Brosnahan                                      | Guanyadora                   |
| 2018 | Critics' Choice Television Awards | Millor actriu repartiment en sèrie comèdia           | Alex Borstein                                         | Nominada                     |
| 2018 | Primetime Emmy Awards             | Millor sèrie comèdia                                 | The Marvelous Mrs. Maisel                             | Guanyadora                   |
| 2018 | Primetime Emmy Awards             | Millor actriu en sèrie comèdia                       | Rachel Brosnahan                                      | Guanyadora                   |
| 2018 | Primetime Emmy Awards             | Millor actriu repartiment en sèrie comèdia           | Alex Borstein                                         | Guanyadora                   |
| 2018 | Primetime Emmy Awards             | Millor Direcció sèrie comèdia                        | Amy Sherman-Palladino                                 | Guanyadora per episodi Pilot |
| 2018 | Primetime Emmy Awards             | Millor guió en sèrie comèdia                         | Amy Sherman-Palladino                                 | Guanyadora per episodi Pilot |
| 2018 | Primetime Emmy Awards             | Millor supervisió musical                            | Robin Urdang, Amy Sherman-Palladino, Daniel Palladino | Guanyadors                   |
| 2018 | Primetime Emmy Awards             | Millor edició d'imatge en sèrie comèdia              | Brian A.Kates                                         | Guanyador                    |
| 2018 | Primetime Emmy Awards             | Millor Casting per a sèrie comèdia                   | Meredith Tucker, Jeanie Bacharach, Cindy Tolan        | Guanyadores                  |